# جوزيف ألدن
جوزيف ألدن (بالإنجليزية: Joseph Alden)‏ هو أكاديمي أمريكي، ولد في 4 يناير 1807 في القاهرة في الولايات المتحدة، وتوفي في 30 أغسطس 1885.